# Hospital Antonio Lorena
El Hospital Antonio Lorena es un hospital de la ciudad del Cusco, Perú cuyo edificio original, construido en los años 1930, fue declarado Patrimonio Cultural de la Humanidad por la UNESCO como parte del centro histórico del Cusco. Debido a problemas de corrupción relacionados con la modernización de su local, el hospital tuvo que mudarse y prestar servicios en la ubicación del Hospital de Contingencias en el distrito de Santiago, Cusco. 

## Historia
Hasta los años 1930, Cusco tenía sólo el Hospital de la Almudena que, inaugurado en el siglo XVII, se encontraba ya vetusto. Ante esta situación, la Sociedad de Beneficencia del Cusco, presidida en esos años por Roberto Castañeda Garmendia, impulsó la adquisición de un terreno en la Plazoleta de Belén, distrito de Santiago, para la construcción de un nuevo hospital. Para ello se contó con la participación del entonces alcalde del Cusco coronel César R. Mendiburu, el prefecto, coronel Jorge Vargas, el obispo Pedro Pascual Farfán y otros vecinos. La adjudicación del terreno se formalizó el 30 de mayo de 1933.
El hospital fue denominado "Hospital Mixto del Cuzco" como aún hoy puede apreciarse en el escudo que lleva en la portada de su edificio administrativo y se fue durante varios años en el principal hospital de la ciudad hasta la construcción del Hospital Regional ubicado en la Avenida de la Cultura en 1964. En el frontis del Hospital se puso con caracteres en alto relieve la frase bíblica "amar a Dios y al prójimo como a ti mismo”. Posteriormente, por acuerdo de la Beneficencia, se le puso al Hospital el nombre de Antonio Lorena, en homenaje a la memoria del médico cusqueño Antonio Lorena Rozas.
Desde 1972 el edificio del hospital forma parte de la Zona Monumental del Cusco declarada como Monumento Histórico del Perú. Asimismo, en 1983 al ser parte del casco histórico de la ciudad del Cusco, forma parte de la zona central declarada por la UNESCO como Patrimonio Cultural de la Humanidad.
En el año 2012, se licitó la construcción del nuevo local del hospital. La obra fue adjudicada a favor de la empresa brasileña OAS por un monto mayor a los 197 millones de soles durante la gestión de Jorge Acurio Tito como Presidente regional del Cusco. La obra debió culminarse en octubre del 2014 lo que no sucedió. El sucesor de Acurio, Edwin Licona resolvió el contrato con la empresa constructora en marzo del 2015 ante el retraso y la existencia de irregularidades en la firma de adendas al contrato por parte del expresidente Acurio y su sucesor René Concha.
En el 2019, dentro del escándalo de corrupción que envuelve a las empresas OAS y Odebretch, se conoció de declaraciones de la empresa OAS que afirma haber pagado una coima de más de 15 millones de soles al expresidente Acurio para lograr la adjudicación de la obra. En agosto de ese año, el gobierno peruano firmó un convenio con el gobierno regional del Cusco para realizar las acciones necesarias para la culminación del hospital hacia el año 2021 en un proceso libre de corrupción. Hasta la fecha, el hospital aún no es culminado y atiende en el Hospital de Contingencias de la urbanización Huancaro en el distrito de Santiago.

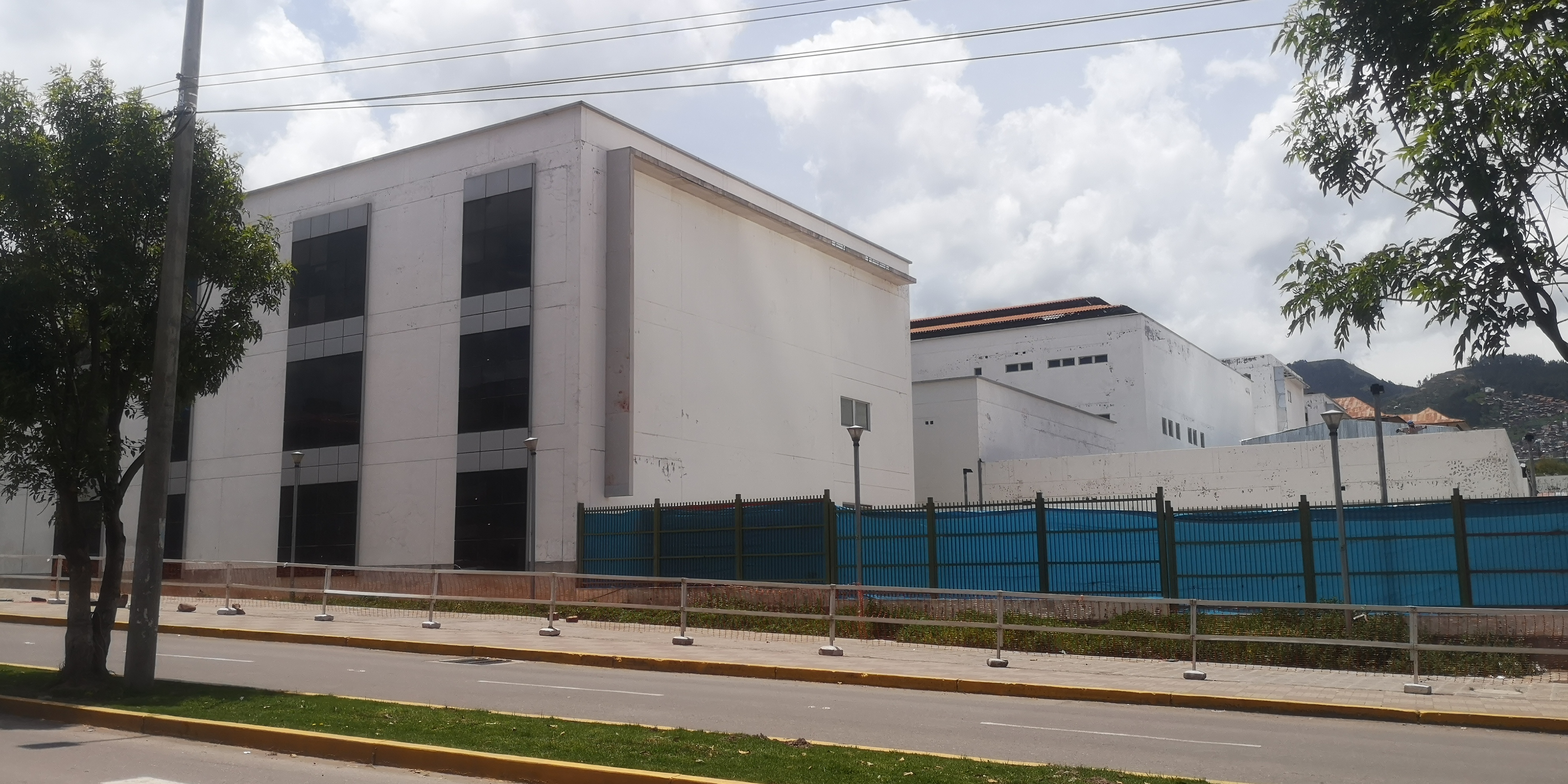
Vista del nuevo edificio del hospital aún sin terminar.

#### En línea
- «Web Hospital Antonio Lorena». Consultado el 10 de enero de 2020.

- Datos: Q81668984
- Multimedia: Hospital Antonio Lorena / Q81668984